# The Tower of Jewels
The Tower of Jewels è un film muto del 1919 diretto da Tom Terriss e interpretato da Webster Campbell e Corinne Griffith. Prodotto e distribuito dalla Vitagraph, aveva come interpreti Corinne Griffith, Webster Campbell, Henry Stephenson, Maurice Costello.

## Trama

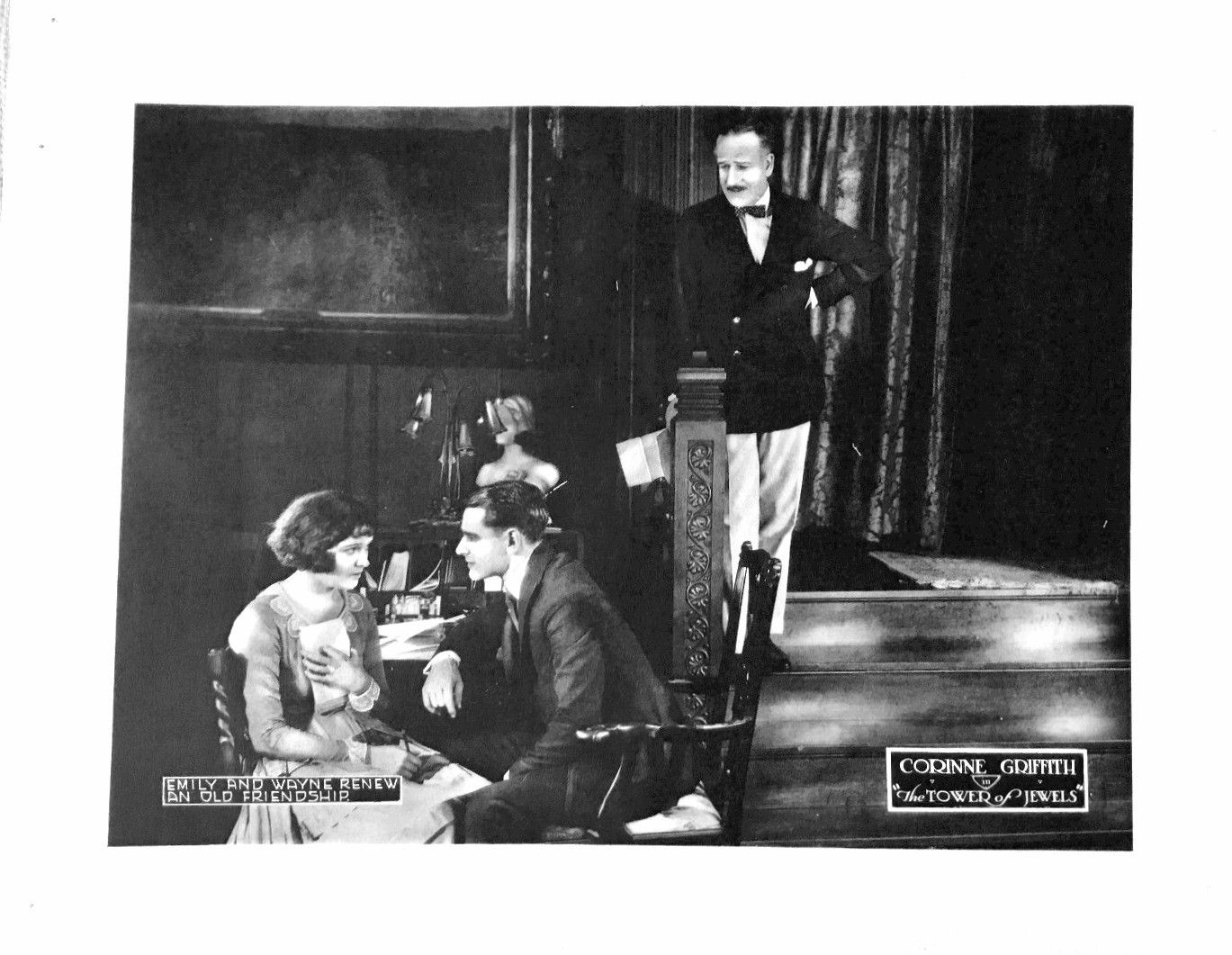
Corinne Griffith, Webster Campbell, Henry Stephenson

Emily Cottrell è uno dei membri più importanti e rispettati di una banda di malviventi che ha come capo Fraser Grimstead. Un giorno, la donna viene sorpresa a rubare in casa di David Parrish. Quest'ultimo vuole aiutarla ad uscire dal giro criminale in cui è coinvolta e le offre l'occasione di farlo, dandole anche una casa. Grimstead, però, non intende perderla: il suo intento è quello di impadronirsi del Tower of Jewels, una famosa collana che appartiene a Parrish e ordina ad Emily di rubarla. Quando lei rifiuta di obbedirgli, Grimstead ricorre al ricatto, minacciando di rivelare il suo passato criminale a Wayne, il figlio di Parrish, di cui Emily si è innamorata. Mentre la banda circonda la casa dei Parrish, lo scrigno dove si trova il gioiello viene spostato dalla cugina di Wayne, che vuole fare cadere i sospetti su Emily, sua rivale in amore. L'innocenza di Emily verrà però riconosciuta e Grimstead, in punto di morte dopo essere stato colpito in uno scontro a fuoco con la polizia, confesserà le origini della nascita di Emily affermando che la giovane è degna di sposare l'amato Wayne.

## Produzione
Gli esterni del film, prodotto dalla Vitagraph Company of America, furono girati Bay Shore, Long Island.

## Distribuzione
Il copyright del film, richiesto da The Vitagraph Co. of America, fu registrato il 13 novembre 1919 con il numero LP14423.
Benché non ci sia conferma della data dell'uscita nelle sale del film, ci sono motivi che indicano che la Vitagraph Company of America abbia distribuito il film nel dicembre 1919.